# Шлицевое соединение

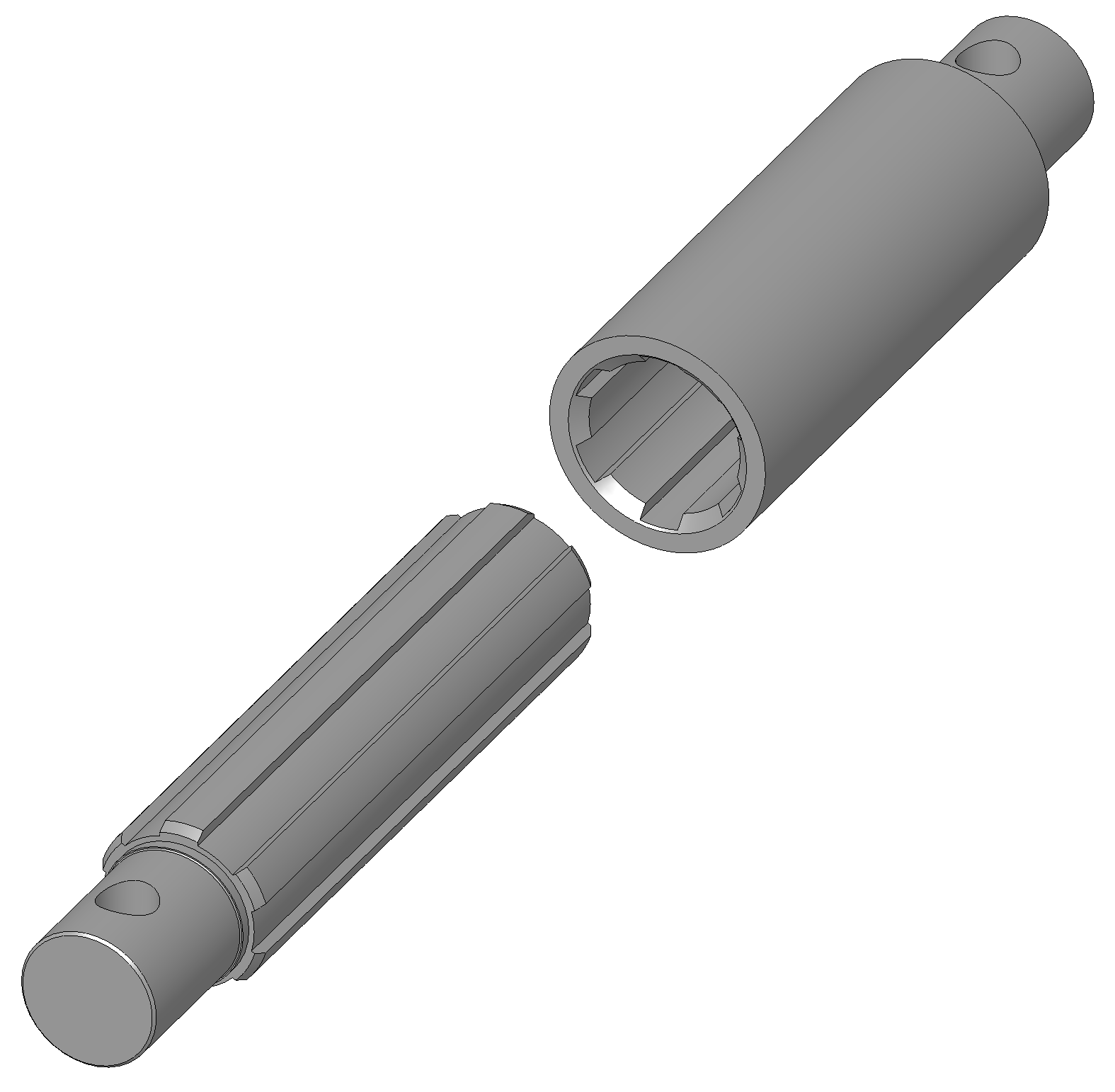
Шлицевой вал и втулка с прямобочным профилем.

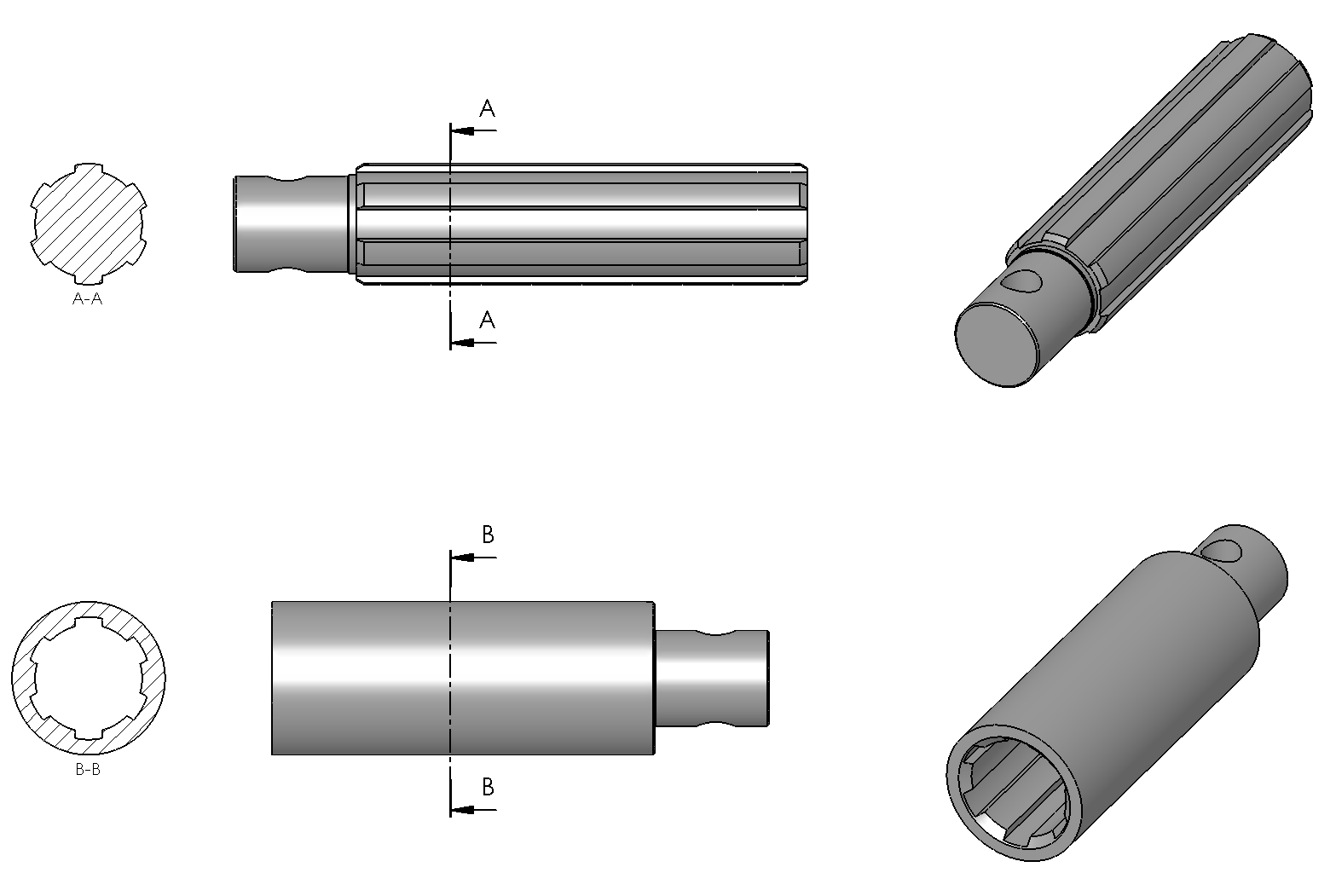
Сечение шлицевого вала и втулки с прямобочным профилем.

Шлицевое (зубчатое) соединение — соединение вала (охватываемой поверхности) и отверстия (охватывающей поверхности) с помощью шлицев (пазов) и зубьев (выступов), радиально расположенных на поверхности. Обладает большой прочностью, обеспечивает соосность вала и отверстия, с возможностью осевого перемещения детали вдоль оси.

## Классификация
- По форме профиля шлицев (зубьев):
  - прямобочные[1];\
  - эвольвентные[2];
  - треугольные.

- По передаваемой нагрузке:
  - Лёгкая серия;
  - Средняя серия;
  - Тяжёлая серия.

- По способу центрирования сопрягаемых деталей:
  - по наружному диаметру зубьев;
  - по внутреннему диаметру зубьев;
  - по боковым поверхностям зубьев.

- По степени подвижности:
  - подвижное;
  - нормальное;
  - неподвижное.